# پرمرغی

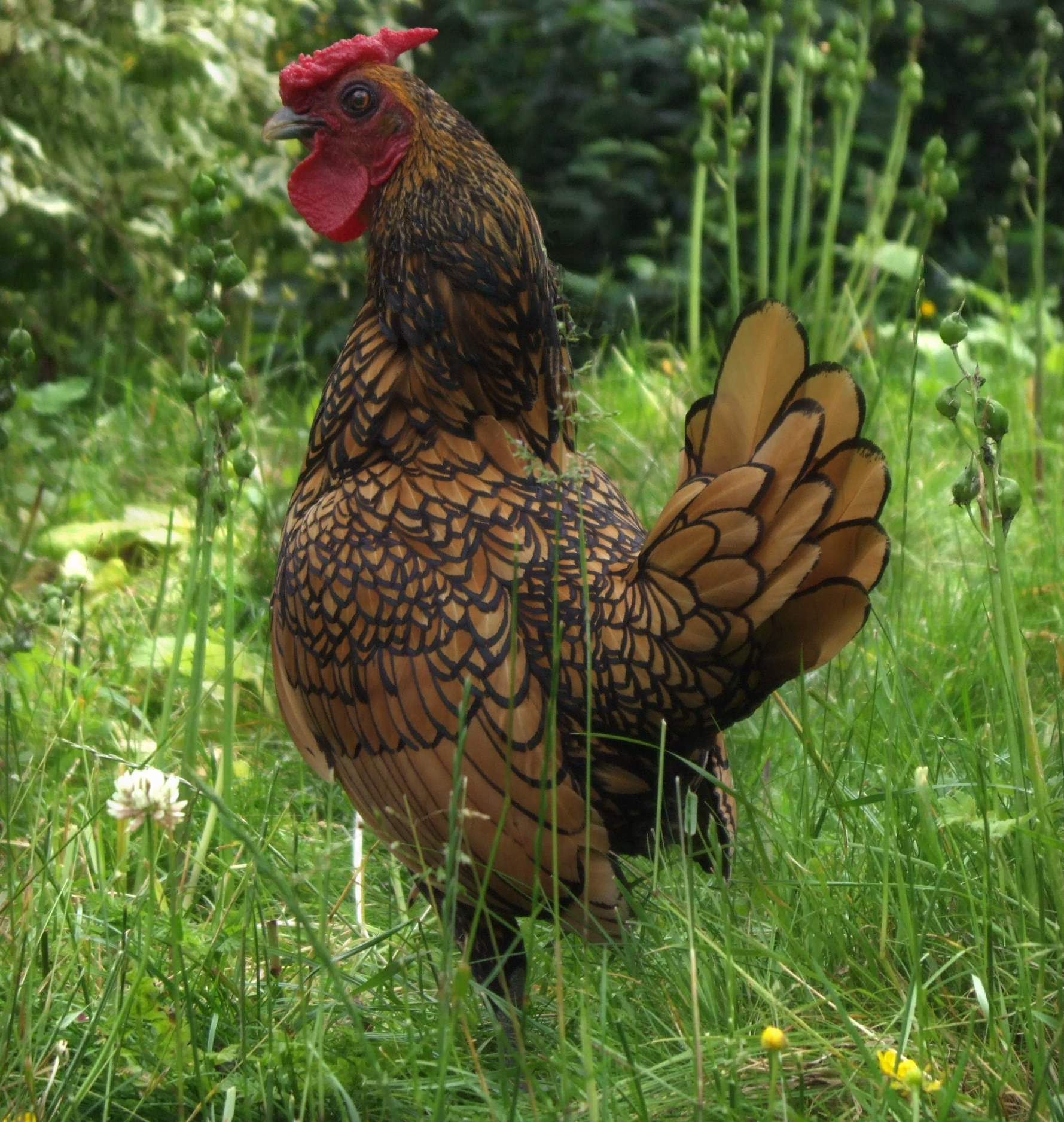
خروس طلایی سبرایت در حال نشان دادن پرمرغی

پرمرغی شدن (به انگلیسی: Hen feathering) بروز یک ویژگی ژنتیکی در مرغان اهلی است. نرهای مبتلا به این عارضه، دارای پرهای ماده‌مانند هستند، اگرچه در غیر این صورت، همانند نرها هستند و مانند نرها پاسخ می‌دهند.
پرمرغی در خروس‌ها یکی از ویژگی‌های معمولی در نژاد سبرایت بانتام است، نژادی که در حدود سال ۱۸۱۰ مطابق با نیت پدیدآورندهٔ آن، سر جان ساندرز سبرایت، پایه‌گذاری شد.
دوشکلی جنسی در پوشش پرها در پرندگان بسیار رایج است، به ویژه در قرقاولان که در آن نرها بزرگ‌تر هستند و در میان سایر تفاوت‌های ریخت‌شناسی، پرهای روشن‌تر و رنگارنگ‌تر از ماده‌ها دارند.

## نحوه ارث بردن

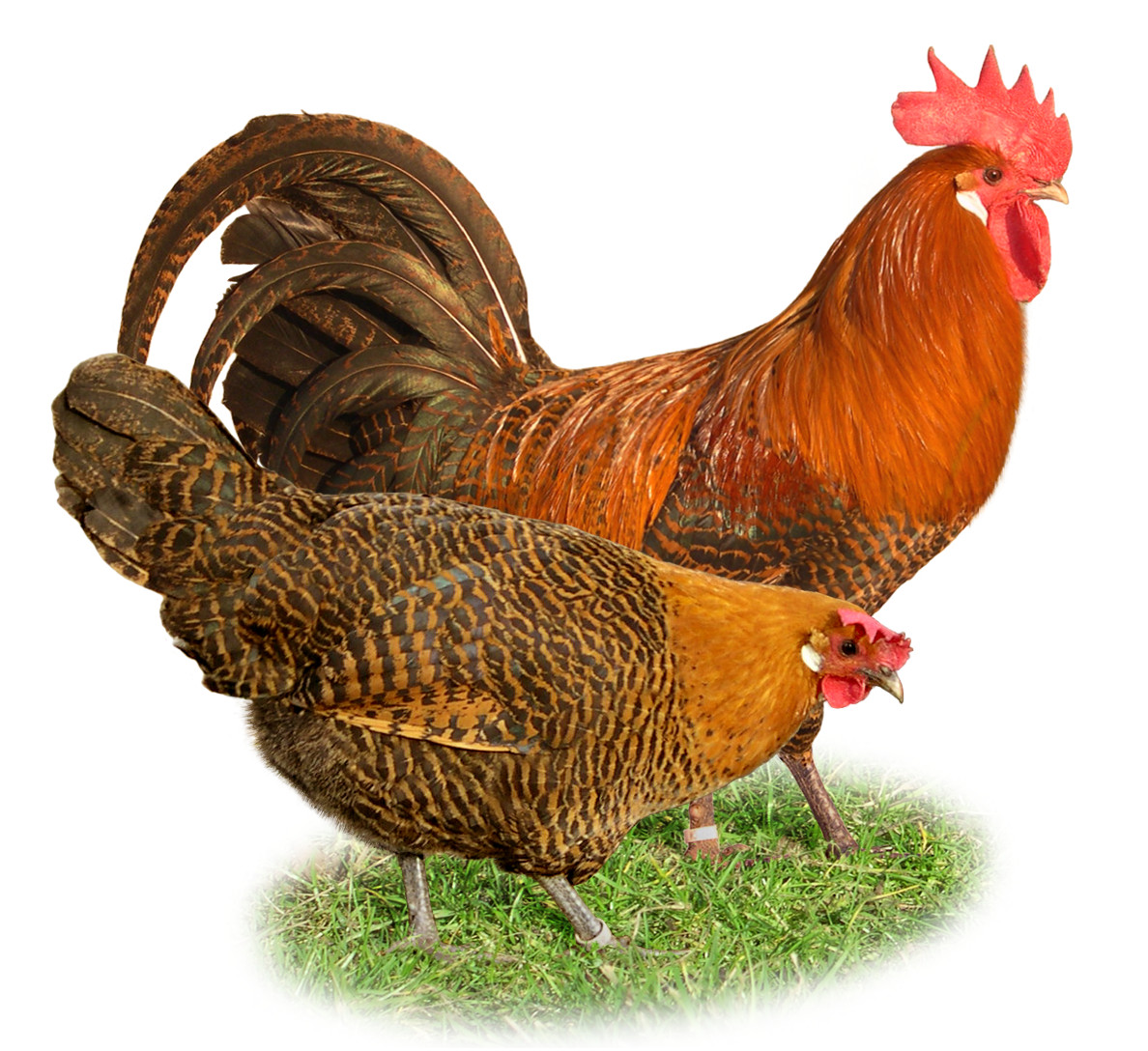
نرهای اکثر نژادهای مرغ از ماده خود قابل تمایز هستند

اوایل ثابت شده بود که پرمرغی یک صفت است که توسط یک ژن غالب اتوزومی ساده کنترل می‌شود که بیان آن محدود به جنس نر است.
نماد ژنتیکی پیشنهاد شده توسط FB Hutt در سال ۱۹۵۸ برای تعیین این ژن غالب اتوزومی Hf (بعد از "پر مرغی") بود که توسط سایر ژنتیک‌دانان پذیرفته شد. هر دو نر Hf/Hf هموزیگوت و Hf/hf هتروزیگوت از نوع پرمرغی هستند، در حالی که hf/hf از نوع پردار معمولی هستند. این در حالی است که حاملان ماده ژن Hf را نمی‌توان شناسایی کرد مگر اینکه به آزمایشات نتاج مراجعه کنند.
تلاش برای نشان دادن پیوند ژنتیکی به چندین جایگاه شناخته‌شده ناموفق بوده‌است.

## وابستگی هورمونی پرمرغی‌شدن
پرمرغی در خروس‌ها خود را نشان نمی‌دهد مگر اینکه پرها تحت هجوم هورمون‌های جنسی ایجاد شوند. چه این هورمون از بیضه‌های خود نر باشد و چه از تزریق تستوسترون، تأثیر روی پرمرغی شدن دقیقاً یکسان است.
جوجه‌های هر دو جنس پس از برداشتن گناد، پرهای نرمانند پیدا می‌کنند. به‌طور دقیق، آنها یک پر خنثی با پرهای بلند مانند پوشش پرهای نر ایجاد می‌کنند، زیرا هورمون تخمدان نیز برای ایجاد پرهای زنانه ضروری است.
به خوبی شناخته شده‌است که برخی از استروژن‌های اصلی از آندروژن‌ها مشتق می‌شوند. آندروستندیون به استرون تبدیل می‌شود، در حالی که تستوسترون از طریق عمل آنزیم آروماتاز به استرادیول تبدیل می‌شود؛ بنابراین این آنزیم نقش مهمی در بیوسنتز استروژن دارد.

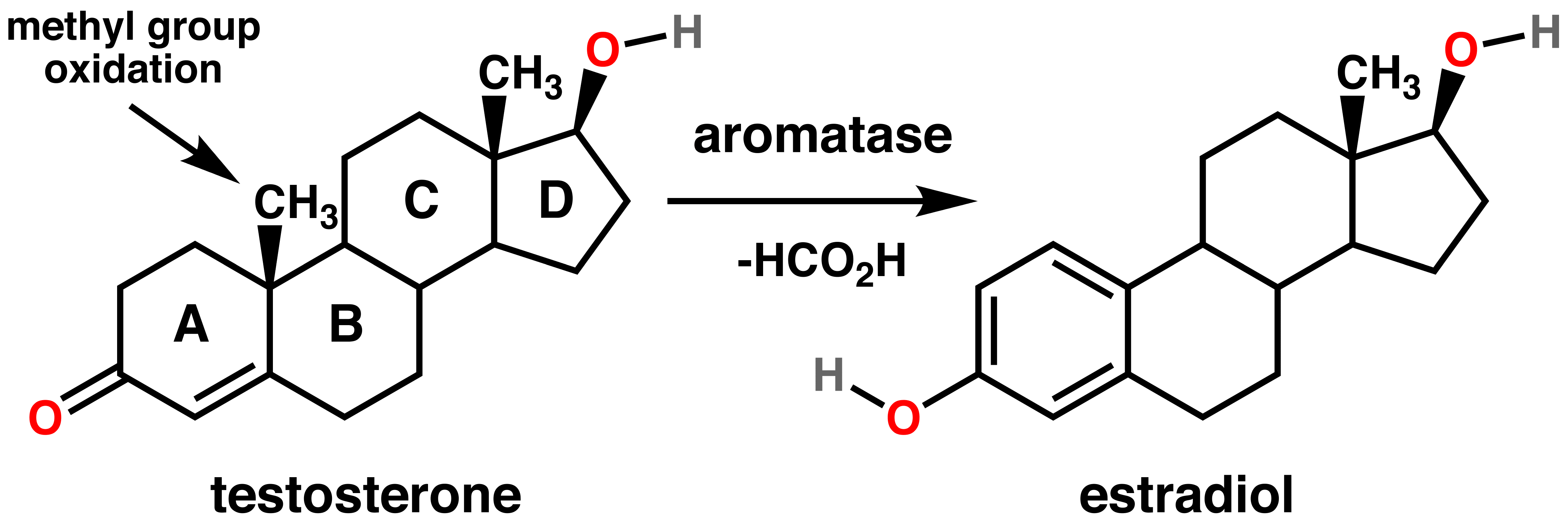
تستوسترون معمولاً از طریق عمل آنزیم آروماتاز به استرادیول، یکی از استروژن‌های اصلی تبدیل می‌شود.